# Aenictus mentu
Aenictus mentu är en myrart som beskrevs av Weber 1942. Aenictus mentu ingår i släktet Aenictus och familjen myror. Inga underarter finns listade i Catalogue of Life.